# Fíbula de Tangendorf
La Fíbula de Tangendorf, es una fíbula de la Edad de Hierro del siglo III, que fue desenterrada en 1930 de la arena de un túmulo de la Edad de Bronce cerca de Tangendorf, Toppenstedt, distrito de Harburgo, Baja Sajonia, Alemania. La parte frontal de la fíbula, de elaborada confección, está decorada con un animal cuadrúpedo mirando hacia atrás, probablemente un perro o un ciervo. Se trata de uno de los hallazgos más importantes del periodo del Imperio romano en Harburgo, y se encuentra en la exposición permanente del Museo Arqueológico de Hamburgo, en esta ciudad.

## Descubrimiento
El broche de disco de Tangendorf se encontró en 1930 en un túmulo (a 53,30202°N 10,076256°ECoordinadas: 53,30202°N 10,076256°E,) en una parcela conocida como Im schwarzen Dorn, en el extremo noroeste de Tangendorf. El agricultor Heinrich Wille encontró la fíbula junto con una pinza de bronce para el pelo (Haarknotenfibel), y una hoja de lanza de bronce mientras excavaba la arena de un túmulo de la Edad de Bronce en su campo. La pinza para el pelo y la hoja de la lanza pasaron al Museo Helms; sin embargo, la fíbula quedó en manos de un profesor de la escuela primaria de Tangendorf.
En el verano de 1938 el profesor pidió al director del Museo Helms, Willi Wegewitz, que recogiera un hacha de piedra neolítica. Al entregar el hacha de piedra, el broche fue redescubierto en un cajón, entre el material de gimnasia de la escuela. El profesor estaba pensando en deshacerse del broche porque pensaba que era simplemente un objeto moderno sin valor y sin ninguna importancia arqueológica. Wegewitz organizó inmediatamente una excavación del túmulo. El diámetro original del túmulo, de 16 metros, seguía siendo claramente visible en el campo arado y se descubrieron más restos de una pinza para el pelo. El agricultor reveló que había encontrado el broche en el borde del túmulo en la cantidad de tierra aumentada en la arena; no se había dado cuenta de que las Erdverfärbungen —decoloraciones de la tierra—, podrían indicar un enterramiento de cremación.

## Hallazgos
La fíbula es una estructura de varias capas. Su cara consiste en un disco de plata muy fino, dorado al fuego y contorneado, con un diámetro de 58 milímetros. Este disco está fijado con tres remaches de plata a una placa de cobre del mismo tamaño, de 3 milímetros de grosor, y junto a ella a una placa de plata más resistente. La placa trasera, de 78 milímetros de diámetro, es bastante más grande. En su parte trasera se montó el pasador. El reverso de la placa delantera se rellenaba con una mezcla, ahora de color verde blanquecino, de estaño, plomo y trazas de cobre, para soportar el sensible trabajo de fricción y evitar el prensado de los ornamentos accionados. Pero los componentes de estaño del relleno han dañado algunas de las partes metálicas de la decoración debido a los procesos alotrópicos forzados por las bajas temperaturas durante el almacenamiento a largo plazo en el suelo (peste del estaño). La decoración consiste en un animal cuadrúpedo que camina hacia la derecha, con la cabeza del animal mirando hacia atrás. Tiene dos orejas y una lengua que sobresale. Alrededor del cuello lleva un adorno en forma de collar. Las patas están colocadas debajo del cuerpo para acomodar la forma redonda del disco. El fondo está decorado con impresiones distribuidas irregularmente, imitando una granulación. La escena está enmarcada por dos bandas acanaladas, que están delimitadas por una corona ornamental y otra banda acanalada. Alrededor del cuerpo del animal hay tres cabezas de remaches en forma de roseta. El cuerpo del animal tiene un gran defecto causado por el relleno de estaño degenerado. Algunos de los bordes que sobresalen de la placa de montaje trasera están rotos. Debajo de la placa de cobre se encontraron cantidades residuales de material orgánico, que se interpretaron como marfil. Debido a las comparaciones tipológicas de los ornamentos, la fíbula se dató hacia el año 300.

## Interpretación

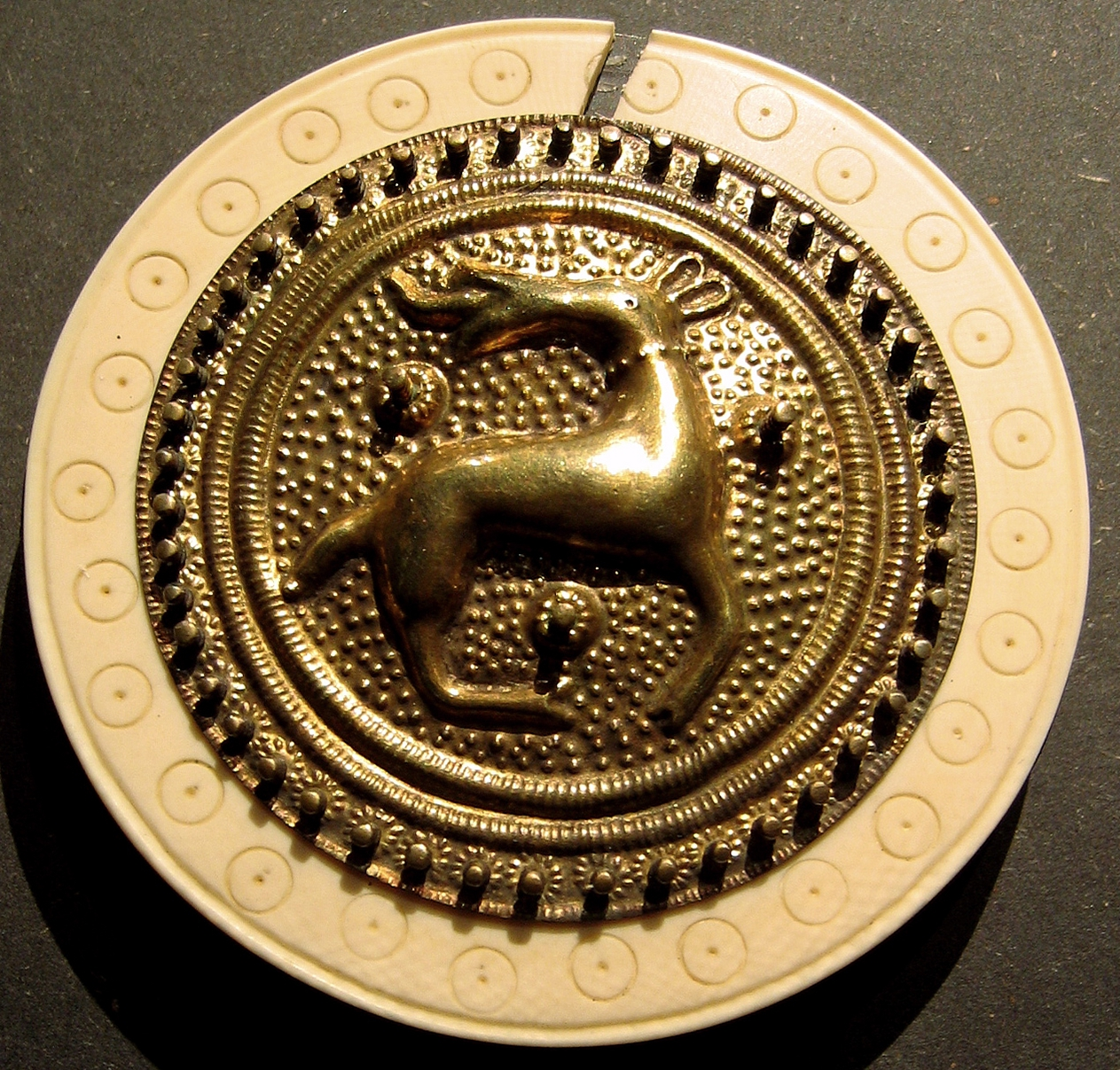
Interpretación de Hans Drescher (con círculo de marfil roto)

Debido a la incorrecta recuperación sin una documentación precisa del hallazgo, no se pueden hacer afirmaciones exactas sobre el contexto arqueológico de la fíbula de disco al enterramiento de la Edad de Hierro y al entierro secundario de la Edad de Bronce. Tampoco se conoce el número de ajuares funerarios adicionales que se perdieron. En comparación con otros hallazgos similares, todos estos enterramientos deberían haber contenido normalmente otras joyas y utensilios. Basándose en las declaraciones del agricultor Wille, se sospecha que la tumba de la Edad de Hierro con el broche de disco era un enterramiento de cremación, sobre un túmulo preexistente, una sospecha que se apoya en muchos otros hallazgos de tumbas de la Edad de Hierro. El broche es una obra de orfebrería de gran calidad, probablemente germánica, inspirada en modelos romanos. El animal representado se interpreta como un perro o un ciervo sin cornamenta. La razón de la representación de un animal orientado hacia atrás puede encontrarse en las convenciones del arte germánico o basarse en ideas mitológicas, pero también puede atribuirse al hecho de que permite una representación más amplia del animal dentro del espacio disponible. El borde sobresaliente del disco de plata posterior y los restos de material orgánico bajo el disco de cobre sugieren que las placas delanteras de la fíbula estaban rodeadas por un círculo ornamentado de marfil de unos 10 milímetros de ancho.

## Obras de arte comparables

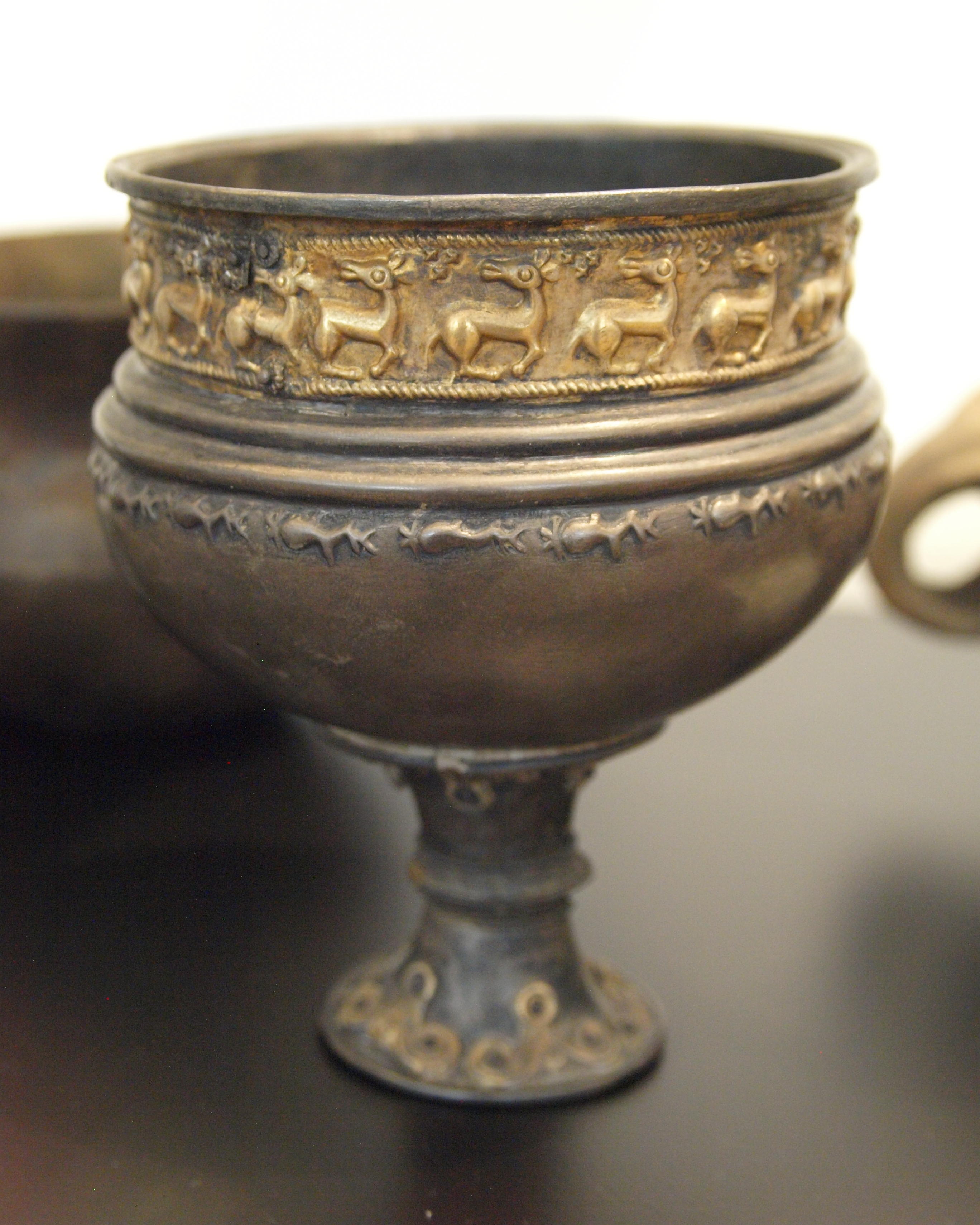
Copa de plata de Nordrup parcialmente reconstruida con animales similares orientados hacia atrás en el Museo Nacional de Dinamarca.

Se conoce un broche de disco similar, de 55 milímetros de diámetro, procedente de un enterramiento en Häven, en Mecklemburgo-Pomerania Occidental (Alemania), pero con un animal mirando hacia delante. Las similitudes en la fabricación y la decoración son tan sorprendentes que Wegewitz creía que se producían en el mismo taller. Se conocen paralelos del animal ilustrado en los hallazgos arqueológicos de una copa de plata de Nordrup, (cerca de Skaftelev en el municipio de Slagelse, Zelanda (Dinamarca), una placa con decoración de cinturón de Skedemosse (Suecia), un dibujo en un fragmento de vasija Quadi del siglo II de Prikas, Olomouc, Moravia (República Checa), y en el bracteado de oro del distrito de Mistelbach, Baja Austria. Según Willi Wegewitz, el broche de disco de Tangendorf es uno de los broches más magníficos de la época del Imperio romano procedentes del norte de Alemania y de Escandinavia.

## Reconstrucción

Escudo de armas de Toppenstedt.

Tras un análisis detallado de la construcción, Hans Drescher fabricó dos reconstrucciones del broche-disco de Tangendorf, una copia para el Helms-Museum y la segunda para el Niedersächsisches Landesmuseum Hannover. Drescher utilizó marfil para el anillo orgánico, dando un contraste decorativo entre su color blanco y el disco dorado, publicó sus conclusiones detalladas en 1955.
Desde 2002, Toppenstedt utiliza una representación estilizada del broche en su escudo.